# Cylloepus nelo
Cylloepus nelo is een keversoort uit de familie beekkevers (Elmidae). De wetenschappelijke naam van de soort werd in 1945 gepubliceerd door Howard Everest Hinton.